# Richard Russo
Richard Russo (Johnstown (Nueva York), 15 de julio de 1949) es un novelista estadounidense.

## Biografía
Russo nació en Johnstown (Nueva York) y fue criado en Gloversville. Obtuvo un Bachelor of Arts (1967), una M.F.A. (1980) y un PhD (1979) de la Universidad de Arizona. Posteriormente, empezó a enseñar en el departamento de Inglés de la Universidad del Sur de Illinois Carbondale. Durante su estadía allí, publicó Mohawk, su primera novela.
Su novela Empire Falls, publicada en 2001, ganó el Premio Pulitzer a la Novela en 2002. Russo ha escrito otras seis novelas: Mohawk, The Risk Pool, Nobody's Fool, Straight Man, Bridge of Sighs y That Old Cape Magic. También escribió una colección de cuentos titulada The Whore's Child.
Russo coescribió el guion de la película de 1998 Twilight junto al director Robert Benton, quien también dirigió y adaptó la novela de Russo Nobody's Fool en la película del mismo nombre en 1994. Russo también escribió el guion para la miniserie de HBO Empire falls y los guiones de las películas de 2005 La cosecha de hielo y Secretos de familia.
Actualmente, Russo vive en Camden (Maine), luego de retirarse de su trabajo en el Colby College.

## Obras
- Elsewhere: A Memoir (2012)
- Interventions (2012)
- That Old Cape Magic (2009)
- Bridge of Sighs (2007)
- The Whore's Child and Other Stories (2002)
- Empire Falls (2001)
- Straight Man (1997)
- Nobody's Fool (1993)
- The Risk Pool (1988)
- Mohawk (1985)